# Quasi-Park Narodowy Oga
Quasi-Park Narodowy Oga (jap. 男鹿国定公園 Oga Kokutei Kōen) – quasi-park narodowy na Honsiu w Japonii.
Na terenie parku znajduje się Hachirō-gata, wcześniej drugie pod względem wielkości jezioro Japonii, aktualnie najniżej położone miejsce w Japonii (4 m p.p.m.). Park leży w granicach prefektury Akita i zajmuje powierzchnię 81,56 km². Obszar parku jest pod ochroną Międzynarodowej Unii Ochrony Przyrody, gdyż został oznaczony kategorią V, czyli jako park chroniący krajobraz.
Obszar ten został wyznaczony jako quasi-park narodowy 15 maja 1973. Podobnie jak wszystkie quasi-parki narodowe w Japonii jest zarządzany przez samorząd lokalny prefektury.